# Mistrzostwa Świata w Hokeju na Lodzie 2022
86. Mistrzostwa Świata w Hokeju na Lodzie 2022 organizowane przez IIHF odbywają się w Finlandii. Miastami goszczącymi najlepsze reprezentacje świata są Tampere i Helsinki. Turniej elity rozgrywany jest w dniach 13–29 maja 2022 roku. Zawody były jednocześnie kwalifikacją do następnego turnieju. Po raz pierwszy w historii w Mistrzostwach Świata w hokeju na lodzie rywalizowały reprezentacja Singapuru i reprezentacja Iranu.
W związku z inwazją Rosji na Ukrainę 28 lutego 2022 IIHF, podjęła decyzję o wykluczeniu z mistrzostw reprezentacji Rosji, oraz Białorusi, wobec czego nastąpiły przesunięcia drużyn do wyższych dywizji.

## Elita
Turniej jest rozgrywany w dniach od 13 do 29 maja 2022 roku w Tampere i Helsinkach w Finlandii. Bierze w nim udział 16 najlepszych drużyn świata.
W tej części mistrzostw system rozgrywania meczów był inny niż w niższych dywizjach. Najpierw wszystkie drużyny uczestniczyły w fazie grupowej, w której były podzielone na dwie 8-zespołowe grupy. Cztery czołowe drużyny z każdej grupy automatycznie zakwalifikowały się do fazy pucharowej ukierunkowanej na wyłonienie mistrza świata. Ostatnie zespoły z obu grup zostały zdegradowane do Dywizji I Grupy A.
| Msc. | Reprezentacja     |
| ---- | ----------------- |
|      | Finlandia         |
|      | Kanada            |
|      | Czechy            |
| 4    | Stany Zjednoczone |
| 5    | Szwajcaria        |
| 6    | Szwecja           |
| 7    | Niemcy            |
| 8    | Słowacja          |
| 9    | Dania             |
| 10   | Łotwa             |
| 11   | Austria           |
| 12   | Francja           |
| 13   | Norwegia          |
| 14   | Kazachstan        |
| 15   | Włochy            |
| 16   | Wielka Brytania   |

## Dywizja I
Grupa A Dywizji I jest drugą klasą mistrzowską, z której dwie pierwsze drużyny uzyskały awans do Elity, a ostatni zespół został zdegradowany do Grupy B Dywizji I. Grupa B Dywizji I stanowi trzecią klasę mistrzowską. Jej zwycięzca awansował do Dywizji I Grupy A, zaś ostatnia drużyna spadła do Dywizji II Grupy A.

### Grupa A
Mistrzostwa Świata Dywizji I Grupy A zostały rozegrane w dniach od 3 do 8 maja 2022 roku w Lublanie, stolicy Słowenii.
Tabela końcowa turnieju
| Lp. | Zespół           | M | Pkt | Z | Zd | Pd | P | G+ | G- | +/− |
| --- | ---------------- | - | --- | - | -- | -- | - | -- | -- | --- |
| 1   | Słowenia         | 4 | 12  | 4 | 0  | 0  | 0 | 22 | 5  | +17 |
| 2   | Węgry            | 4 | 9   | 3 | 0  | 0  | 1 | 12 | 9  | +3  |
| 3   | Litwa            | 4 | 6   | 2 | 0  | 0  | 2 | 13 | 13 | 0   |
| 4   | Korea Południowa | 4 | 3   | 1 | 0  | 0  | 3 | 9  | 15 | -6  |
| 5   | Rumunia          | 4 | 0   | 0 | 0  | 0  | 4 | 8  | 22 | −14 |

    = awans do elity
    = utrzymanie w I dywizji grupie A
    = spadek do I dywizji grupy B

### Grupa B
Mistrzostwa Świata Dywizji I Grupy B zostały rozegrane w dniach od 26 kwietnia do 1 maja 2022 roku w Tychach.
Tabela końcowa turnieju
| Lp. | Zespół  | M | Pkt | Z | Zd | Pd | P | G+ | G- | +/− |
| --- | ------- | - | --- | - | -- | -- | - | -- | -- | --- |
| 1   | Polska  | 4 | 11  | 3 | 1  | 0  | 0 | 18 | 4  | +14 |
| 2   | Japonia | 4 | 9   | 3 | 0  | 0  | 1 | 23 | 9  | +14 |
| 3   | Ukraina | 4 | 7   | 2 | 0  | 1  | 1 | 19 | 11 | +8  |
| 4   | Estonia | 4 | 3   | 1 | 0  | 0  | 3 | 9  | 20 | −11 |
| 5   | Serbia  | 4 | 0   | 0 | 0  | 0  | 4 | 4  | 29 | −25 |

    = awans do I dywizji grupy A
    = utrzymanie w I dywizji grupie B
    = spadek do II dywizji grupy A

## Dywizja II
Grupa A Dywizji II jest czwartą klasą mistrzowską, z której pierwsza drużyna uzyskała awans do Dywizji I Grupy B, a ostatni zespół został zdegradowany do Grupy B Dywizji II. Grupa B Dywizji II stanowi piątą klasę mistrzowską. Jej zwycięzca awansował do Dywizji II Grupy A, zaś ostatnia drużyna spadła do Dywizji III.

### Grupa A
Mistrzostwa Świata Dywizji II Grupy A zostały rozegrane w dniach od 25 do 30 kwietnia 2022 roku w Zagrzebiu, stolicy Chorwacji.
Tabela końcowa turnieju
| Lp. | Zespół    | M | Pkt | Z | Zd | Pd | P | G+ | G- | +/- |
| --- | --------- | - | --- | - | -- | -- | - | -- | -- | --- |
| 1   | Chiny     | 4 | 12  | 4 | 0  | 0  | 0 | 28 | 4  | +24 |
| 2   | Holandia  | 4 | 9   | 3 | 0  | 0  | 1 | 19 | 10 | +9  |
| 3   | Chorwacja | 4 | 5   | 1 | 1  | 0  | 2 | 9  | 12 | -3  |
| 4   | Hiszpania | 4 | 4   | 1 | 0  | 1  | 2 | 10 | 12 | -2  |
| 5   | Izrael    | 4 | 0   | 0 | 0  | 0  | 4 | 4  | 32 | -28 |
| 6   | Australia | 0 | 0   | 0 | 0  | 0  | 0 | 0  | 0  | 0   |

      = awans do I dywizji grupy B
      = spadek do II dywizji grupy B

### Grupa B
Mistrzostwa Świata Dywizji II Grupy B zostały rozegrane w dniach od 18 do 23 kwietnia 2022 roku w Reykjavíku, stolicy Islandii.
Tabela końcowa turnieju
| Lp. | Zespół        | M | Pkt | Z | Zd | Pd | P | G+ | G- | +/- |
| --- | ------------- | - | --- | - | -- | -- | - | -- | -- | --- |
| 1   | Islandia      | 4 | 12  | 4 | 0  | 0  | 0 | 25 | 7  | +18 |
| 2   | Gruzja        | 4 | 9   | 3 | 0  | 0  | 1 | 21 | 11 | +10 |
| 3   | Belgia        | 4 | 6   | 2 | 0  | 0  | 2 | 22 | 8  | +14 |
| 4   | Bułgaria      | 4 | 3   | 1 | 0  | 0  | 3 | 11 | 33 | -22 |
| 5   | Meksyk        | 4 | 0   | 0 | 0  | 0  | 4 | 4  | 24 | -20 |
| 6   | Nowa Zelandia | 0 | 0   | 0 | 0  | 0  | 0 | 0  | 0  | 0   |

      = awans do II dywizji grupy A
      = spadek do III dywizji

## Dywizja III
Dywizja III jest szóstą klasą mistrzowską. Została podzielona na dwie grupy. Zwycięzca Grupy A uzyska awans do Dywizji II Grupy B, natomiast najsłabsza drużyna spadnie do Dywizji III Grupy B. Z kolei najlepsza drużyna z Grupy B uzyska awans do Grupy A, a najsłabsza drużyna spadnie do nowo utworzonej Dywizji IV.

### Grupa A
Mistrzostwa Świata Dywizji III Grupy A zostały rozegrane w dniach od 3 do 8 kwietnia 2022 roku w Kockelscheuer w Luksemburgu.
Tabela końcowa turnieju
| Lp. | Zespół                       | M | Pkt | Z | Zd | Pd | P | G+ | G- | +/- |
| --- | ---------------------------- | - | --- | - | -- | -- | - | -- | -- | --- |
| 1   | Zjednoczone Emiraty Arabskie | 4 | 12  | 4 | 0  | 0  | 0 | 41 | 11 | +30 |
| 2   | Turcja                       | 4 | 9   | 3 | 0  | 0  | 1 | 23 | 22 | +1  |
| 3   | Turkmenistan                 | 4 | 6   | 1 | 0  | 1  | 2 | 17 | 23 | -6  |
| 4   | Chińskie Tajpej              | 4 | 3   | 1 | 0  | 0  | 3 | 11 | 23 | -12 |
| 5   | Luksemburg                   | 4 | 0   | 0 | 1  | 0  | 3 | 11 | 24 | -13 |
| 6   | Korea Północna               | 0 | 0   | 0 | 0  | 0  | 0 | 0  | 0  | 0   |

      = awans do II dywizji grupy B
      = spadek do III grupy B dywizji

### Grupa B
Mistrzostwa Świata Dywizji III Grupy B zostały rozegrane w dniach od 13 do 18 marca 2022 roku w Kapsztadzie w Południowej Afryce.
Tabela końcowa turnieju
| Lp. | Zespół               | M | Pkt | Z | Zd | Pd | P | G+ | G- | +/- |
| --- | -------------------- | - | --- | - | -- | -- | - | -- | -- | --- |
| 1   | Południowa Afryka    | 4 | 10  | 3 | 0  | 1  | 0 | 24 | 13 | +11 |
| 2   | Tajlandia            | 4 | 8   | 2 | 1  | 0  | 1 | 20 | 17 | +3  |
| 3   | Bośnia i Hercegowina | 4 | 0   | 0 | 0  | 0  | 4 | 12 | 26 | -14 |
| 4   | Hongkong             | 0 | 0   | 0 | 0  | 0  | 0 | 0  | 0  | 0   |

      = awans do III dywizji grupy A
      = spadek do IV dywizji

## Dywizja IV
Dywizja IV to najniższa klasa mistrzowska, której zwycięzca uzyska awans do Dywizji III Grupy B. Mistrzostwa Świata Dywizji IV zostały rozegrane w dniach od 3 do 8 marca 2022 roku w Biszkeku w Kirgistanie.
Tabela końcowa turnieju
| Lp. | Zespół    | M | Pkt | Z | Zd | Pd | P | G+ | G- | +/- |
| --- | --------- | - | --- | - | -- | -- | - | -- | -- | --- |
| 1   | Kirgistan | 4 | 12  | 4 | 0  | 0  | 0 | 64 | 2  | +62 |
| 2   | Iran      | 4 | 9   | 3 | 0  | 0  | 1 | 22 | 20 | +2  |
| 3   | Singapur  | 4 | 6   | 2 | 0  | 0  | 2 | 14 | 22 | -8  |
| 4   | Malezja   | 4 | 3   | 1 | 0  | 0  | 3 | 11 | 39 | -28 |
| 5   | Kuwejt    | 4 | 0   | 0 | 0  | 0  | 4 | 4  | 32 | -28 |
| 6   | Filipiny  | 0 | 0   | 0 | 0  | 0  | 0 | 0  | 0  | 0   |

      = awans do III dywizji grupy B